# Hanifa Mohamed Ibrahim
Hanifa (ou Haniifa) Mohamed Ibrahim, née le 25 juin 1991, est une femme politique somalienne. C'est l'actuelle ministre des Femmes et du Développement des droits de l'homme.

## Biographie
Elle naît en 1991. Elle devient membre du parlement somalien.
En 2017, elle fait partie du groupe de 17 personnalités politiques issus des chambres basse et haute du parlement somalien dont la tâche est de choisir le président de la Somalie. Elle devient ministre des Femmes et du Développement des droits de l'homme au sein du gouvernement d'Abdihakin Ashkir[Information douteuse].

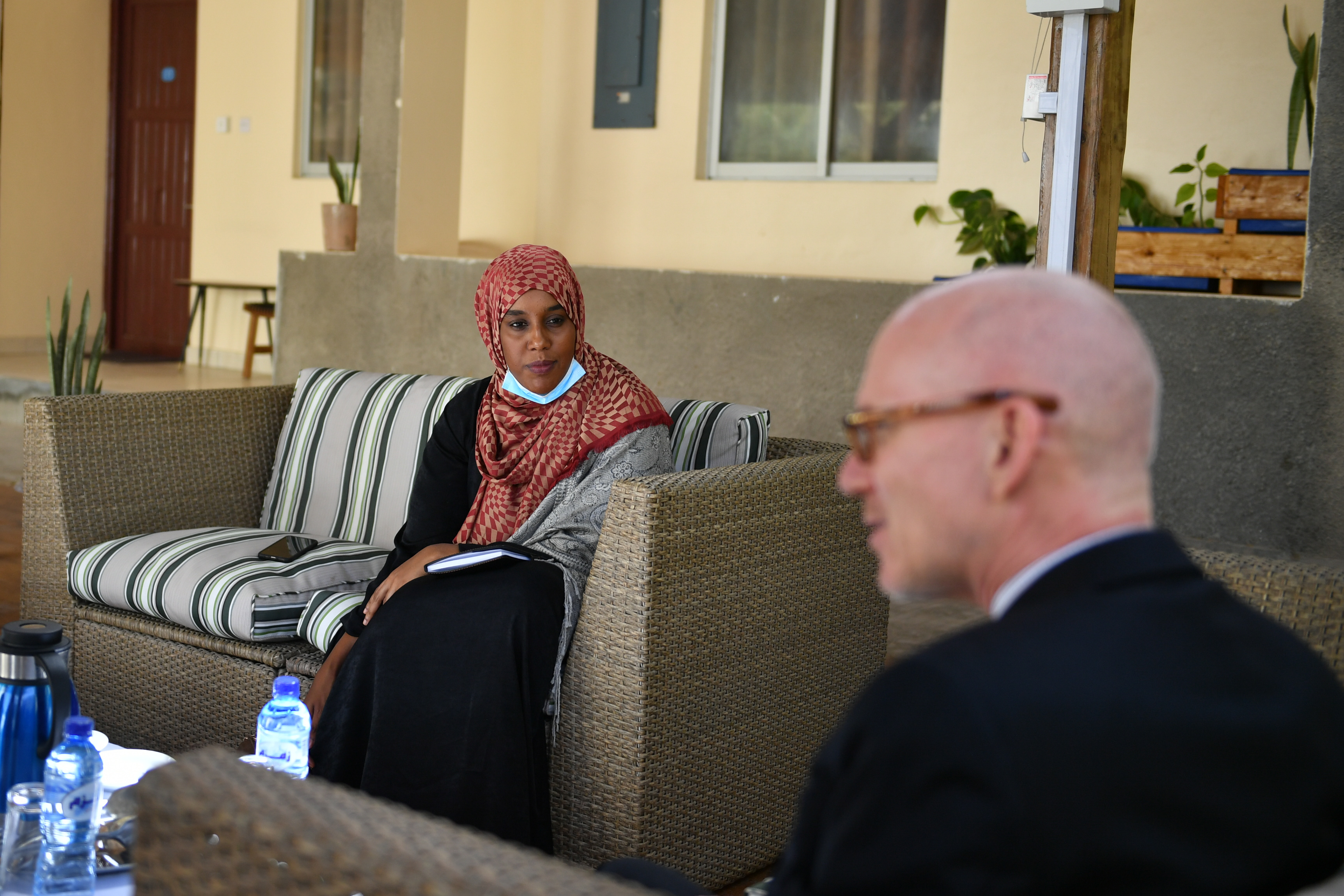
La ministre Hanifa Mohamed Ibrahim s'entretenant avec l'envoyé des Nations unies James C. Swan.

En 2021, elle ouvre un centre à Mogadiscio pour soutenir les femmes. L'objectif est d'avoir 30 % de femmes en politique. Lors d'une discussion avec l'envoyé de l'ONU James C. Swan, elle soulève la question du soutien des Nations unies en faveur de cet objectif.